# WavePad
WavePad ist ein Audioeditor für Windows und macOS (auch verfügbar für iOS und Android). Es ermöglicht Benutzern, Musik-, Sprach- und andere Audioaufnahmen aufzuzeichnen und/oder zu bearbeiten. Mit dem Editor können Benutzer Aufnahmen ausschneiden, kopieren, einfügen, löschen, stummschalten und automatisch trimmen und dann mit Hilfe des VST-Plugins Effekte wie verstärken, normalisieren, entzerren, Hüllkurve, Hall, Echo, Reverse und mehr hinzufügen. Die Soundeffektbibliothek enthält zahlreiche Soundeffekte und lizenzfreie Musikclips.
NCH Software behauptet über 18 Millionen Benutzer des Produkts, und im März 2016 wurde WavePad mit über 4 Millionen Downloads auf CNETs Download.com aufgeführt.

## Funktionen
Die Hauptfunktionen und Werkzeuge von WavePad sind:
- Tonbearbeitungsfunktionen: Ausschneiden, Kopieren, Einfügen, Löschen, Einfügen, Stille, Auto-Trim und mehr
- Audioeffekte: verstärken, normalisieren, entzerren, Hüllkurve, Hall, Echo, Umkehr und vieles mehr mit VST-Plugin-Kompatibilität
- Die Stapelverarbeitung ermöglicht es Benutzern, Effekte anzuwenden und/oder Tausende von Dateien als eine einzige Funktion zu konvertieren
- Scrubben, durchsuchen und Audio mit Lesezeichen versehen, um Segmente von Audiodateien zu finden, abzurufen und zusammenzustellen
- Spektralanalyse (FFT), Sprachsynthese (Text-to-Speech) und Sprachwechsler
- Tools zur Audiowiederherstellung, einschließlich Rauschunterdrückung und Entfernung von Klickgeräuschen[4]
- Unterstützt  Abtastraten von 6 bis 96 kHz, Stereo oder Mono, 8, 16, 24 oder 32 Bit
- Gesang aus Musiktiteln entfernen
- Erstellen von gebrauchsfertigen Klingeltönen für Mobiltelefone[5]

## Kontroverse
Zuvor wurden WavePad und andere NCH-Produkte mit optionalen Browser-Plugins wie der Ask- und Chrome-Symbolleiste geliefert, die Beschwerden von Benutzern und Malware-Warnungen von Antivirensoftware-Unternehmen wie Norton und McAfee auslösten. NCH hat seitdem alle Toolbars in allen nach Juli 2015 veröffentlichten Programmversionen entbündelt.